# Jesús María (Costa Rica)
Jesús María è un distretto della Costa Rica facente parte del cantone di San Mateo, nella provincia di Alajuela.